# محمدباقر سیدی
محمد باقر سیدی (زاده اول فروردین ۱۳۴۲ - تنکابن) بازیگر سینما و تلویزیون اهل ایران است.

## زندگی‌نامه
سیدی متولد تنکابن و دارای مدرک کارشناسی ارشد کارگردانی است. وی فعالیت هنری خود را به عنوان بازیگر تئاتر از سال ۱۳۵۹ و فعالیت سینمایی خود را از سال ۱۳۶۶ با بازی در فیلم سینمایی «ردپایی بر شن» آغاز نمود. از دیگر فعالیت‌های وی می‌توان به بازی در مجموعه‌ها و سریال‌های تلویزیونی همچون «عبور از خط سرخ»، «خانه، محله، مدرسه»، «چهل سرباز»، «ششمین نفر»، «مجموعه مستند کهربا»، «عطش»،  «شعله های نفوذ»، «در هوای دوست» و... و همچنین تصویربرداری و تهیه گزارش اشاره کرد.
همچنین او مجری برنامه هایی مانند «شب شعر»، «شب خاطره»، «بهار نارنج» و برنامه‌های بزرگداشت و پاسداشت بوده است.

## فیلمشناسی

### بازیگر تلویزیون
1. عبور از خط سرخ
2. خانه، محله، مدرسه
3. چهل سرباز
4. ششمین نفر (۱۳۹۰)
5. مجموعه مستند «کهربا»
6. عطش (مجموعه تلویزیونی)

### بازیگر سینما
1. گیس‌بریده (۱۳۸۵)
2. آقای رئیس جمهور (۱۳۷۹)
3. آخرین نبرد (۱۳۷۶)
4. خلبان (۱۳۷۶)
5. حمله به اچ۳ (۱۳۷۳)
6. مروارید سیاه (۱۳۷۳)
7. راننده سفیر (۱۳۷۲)
8. روز فرشته (۱۳۷۲)
9. تعقیب سایه‌ها (۱۳۶۹)
10. ردپایی بر شن (۱۳۶۶)

### مسئول لباس
1. در مسلخ عشق (۱۳۶۹)
2. تابستان ۵۸ (۱۳۶۸)
3. ردپایی بر شن (۱۳۶۶)